# Michel Pichon (dessinateur)
Pour les articles homonymes, voir Michel Pichon.
Michel Pichon est un dessinateur humoristique français.

## Biographie

### Carrière
Il travaille[Quand ?] pour le Miroir du cyclisme.